# 角川慶子
角川 慶子（かどかわ けいこ、1973年11月22日 - ）は、日本のライター、元アイドル、タレント。保育園経営など実業家の一面もある。本名同じ。旧芸名はKei-Tee（ケイティー）。東京都出身。所属事務所はプラチナムプロダクション（業務提携）。

## 略歴
尚美学園短期大学に特待生として入学、半年留年ののち福祉系の大学（学校名は公表していない）に転学し、卒業。短大在学中の1993年にkei-tee名義で芸能活動を開始した。1994年1月21日、シングル「Baby Angel」で歌手デビュー。2005年7月よりライターとして活動している。
現在は、角川キッズ・ラボ株式会社代表を務め、認可外の保育施設「駒沢の森こども園」を経営している。
2011年7月より、芸能事務所プラチナムプロダクションとマネージメント提携を開始した。
kei-tee名義のアイドル時代は可愛らしさと少々の生意気を押し出したツンデレ路線であった。現在は夫とのテレビ出演では恐妻家の妻としての一面、実業家としての一面を覗かせている。ライターとしてはジャンルを問わず多分野に及ぶ。

## 人物
祖父は角川書店創業者の角川源義。父は角川春樹。
私生活では、BARBEE BOYSのメンバーのいまみちともたかと同棲を経て2001年に入籍したが、2007年1月に離婚した。2007年7月に角川春樹事務所社員（3歳年下で婿養子）と結婚。
『カスペ! ウチくる!?15周年!〜節目で聞いちゃいましたスペシャル』（2013年3月5日放送、フジテレビ）では、娘の通園していた保育園の経営実態に不満を持ったことがきっかけで、それならば自身で納得できる保育園をと思い立ち、無借金で立ち上げたことを明らかにした。また自由にしたいということで認可外であり、保育園の空手教室にニコラス・ペタスを呼んでいる。
自由民主党と安倍晋三を支持している。

## 作品

### シングル
- Baby Angel （1994年1月21日発売）
- WILDルビィ （1994年10月21日発売）

### アルバム
- 頭が割れそう （1994年2月23日発売）
- 愛は極嬢 （Kei-Tee + Love Dynamights名義、1994年11月23日発売）
- Pink & Blue （Kei-Teeといまみちともたかとlove LOVE DYNAMIGHTS名義）

## 出演

### テレビ番組
- Girl Pop'94 （1994年2月 - 6月）
- イチハチ お坊ちゃまお嬢さま育ち芸能人No.1決定戦SP!（2010年9月15日、毎日放送）
- カスペ!ウチくる!?15周年!〜節目で聞いちゃいましたスペシャル（2013年3月5日、フジテレビ）
- 人生が変わる1分間の深イイ話（2015年2月2日、日本テレビ）
- バイキング ：ビックリしたニュースで大激論SP（2016年2月5日、フジテレビ）[4]
- 踊る！さんま御殿!!（2020年2月4日、日本テレビ）

### CM
- 愛LOVE不動産「喜田邦彦事務所」（2012年 - ）（TVQ TVK MXTV CS　mondo21TV 限定放送）

## 書籍

### 雑誌連載
- KING（講談社）
- Chuッスペシャル（ワニマガジン）
- BUBKA（コアマガジン）
- WAOマガジン（インフォレスト）
- サイゾー（サイゾー）
- ニャン2Z（コアマガジン）
- スーパー写真塾（コアマガジン）
- 探偵ファイル（探偵ファイル）

### 著書
- セレブの血（ワニマガジン社）

### 関連書籍
- 処刑宣告（宅八郎・著、太田出版） - 寄稿
- 親子論。（週刊朝日・編、朝日新聞社） - 角川春樹との対談を収録